# Branko Zebec
Branko” Zebec vagy 
Branislav Zebec (Zágráb, 1929. május 17. – Zágráb, 1988. szeptember 26.) horvát labdarúgó-középpályás, edző.
A jugoszláv válogatott tagjaként ezüstérmet nyert az 1952. évi nyári olimpiai játékokon, részt vett az 1954-es és az 1958-as labdarúgó-világbajnokságon, illetve az 1960-as labdarúgó-Európa-bajnokságon.